# Proceso estocástico continuo
En teoría de la probabilidad, un proceso estocástico continuo es un tipo de proceso estocástico de tiempo continuo en el que además los valores dependen de "manera continua" del parámetro "tiempo". Es decir, es un proceso estocástico de tiempo continuo donde las trayectorias son además continuas. 
La continuidad es una variable deseable de los caminos o trayectorias del proceso, ya que esa propiedad implica que tiene buen comportamiento en un sentido matemático preciso, por lo que presentan regularidades matemáticamente útiles y, por tanto, resultan más sencillas de analizar. Algunos autores definen de manera diferente los procesos continuos, así algunos autores usan el término "proceso continuo" para referirse a un proceso estocástico de tiempo continuo, aunque las trayectorias no sean "continuas" (ver más abajo para los subtipos de continuidad usados).

## Definiciones
Sea (Ω, Σ, P) un espacio de probabilidad, sea T un cierto intervalo de tiempo, y sea X : T × Ω → S un proceso estocástico. Por simplicidad, se tomará como espacio de estados S la recta real {\displaystyle \mathbb {R} } (esta limitación es fácil de eliminar y generalizar), pero las mismas definiciones funcionan mutatis mutandis si S {\displaystyle \mathbb {R} ^{n}}, un espacio vectorial normado o incluso un espacio métrico general.

### Continuidad con probabilidad uno
Dado un instante de tiempo t ∈ T, se dice que la variable aleatoria X es continua con probabilidad uno en t si

{\displaystyle \mathbf {P} \left(\left\{\omega \in \Omega \left|\lim _{s\to t}{\big |}X_{s}(\omega )-X_{t}(\omega ){\big |}=0\right.\right\}\right)=1}

### Continuidad en media cuadrática
Dado un instante de tiempo t ∈ T, se dice que la variable aleatoria X es continua en media cuadrática en t si {\displaystyle \mathbb {E} \left[{\big |}X_{t}{\big |}^{2}\right]}  < +∞ y

{\displaystyle \lim _{s\to t}\mathbb {E} \left[{\big |}X_{s}-X_{t}{\big |}^{2}\right]=0}

### Continuidad en probabilidad
Dado un intante de tiempo t ∈ T, se dice que la variable aleatoria X es continua en probabilidad en t si,  para todo ε > 0,

{\displaystyle \lim _{s\to t}\mathbb {P} \left(\left\{\omega \in \Omega \left|{\big |}X_{s}(\omega )-X_{t}(\omega ){\big |}\geq \varepsilon \right.\right\}\right)=0}

Equivalentemente, X es continua en probabilidad en t si

{\displaystyle \lim _{s\to t}\mathbb {E} \left[{\frac {{\big |}X_{s}-X_{t}{\big |}}{1+{\big |}X_{s}-X_{t}{\big |}}}\right]=0}

### Continuidad en distribución
Dado un instante de tiempo t ∈ T, se dice que la variable aleatoria X es continua en distribución en t si

{\displaystyle \lim _{s\to t}F_{s}(x)=F_{t}(x)}

para todos los puntos x en los que Ft es continua, donde Ft se refiere a la función de distribución de la variable aleatoria Xt.

### Continuidad muestral
X se dice que es muestralmente continua si Xt(ω) es continua en t para P-casi todo ω ∈ Ω. La continuidad muestral es la noción apropiada para procesos como la difusión de Itō.

### Continuidad en el sentido de Feller
X se dice que es un proceso Feller-continuo si, para cualquier t ∈ T fijado y cualquier función acotada, continua y Σ-medible g : S → R, Ex[g(Xt)] depende continuamente de x. Aquí x se refiere al estado inicial del proceso X, y Ex designa la esperanza condicionada dado que X empieza en x.

## Relaciones entre los tipos de continuidad
Las relaciones entre los varios tipos de continuidad en procesos estocásticos son similares a las relaciones entre los tipos de continuidad usados en la convergencia de variables aleatorias. En particular:
- La "continuidad con probabidad uno" implica la "continuidad en probabilidad",
- La "continuidad en media cuadrática" implica la "continuidad en probabilidad",
- La "continuidad con probabilidad uno" no implica ni es implicada por la "continuidad en media cuadrática",
- La "continuidad en probabilidad" implica, pero no es implicada, por la "continuidad en distribución"

Resulta tentador confunidr la continuidad con probabilidad con la continuidad muestral. Pero la continuidad con probabilidad uno en el instante t significa que P (At) = 0, donde el evento At viene dado por

{\displaystyle A_{t}=\left\{\omega \in \Omega \left|\lim _{s\to t}{\big |}X_{s}(\omega )-X_{t}(\omega ){\big |}\neq 0\right.\right\},}

y es perfecatamente fehacible verificar si esto se cumple o no para cada t ∈ T. La continuidad muestral, por otra parte, requiere que P(A) = 0, donde

{\displaystyle A=\bigcup _{t\in T}A_{t}.}

A es una unión no-numerable de eventos, por lo que no tiene porque ser un evento en sí mismo, de tal manera que P(A) puede quedar indefinido! Peor aún, aun cuando A es un evento, P(A) puede ser estracamente positiva aun cuando P(At) = 0 para cada t ∈ T. Esto sucede por ejemplo con el proceso telegráfico.